# Brian Hewson
Brian Stanford Hewson (ur. 4 kwietnia 1933 w Croydon, zm. 13 września 2022 w Kapsztadzie) – brytyjski lekkoatleta średniodystansowiec, mistrz Europy.
Na igrzyskach Imperium Brytyjskiego i Wspólnoty Brytyjskiej w 1954 w Vancouver zajął 2. miejsce w biegu na 880 jardów (za swym rodakiem Derekiem Johnsonem). Wystąpił w biegu na 800 metrów na mistrzostwach Europy w 1954 w Bernie, ale po wygraniu przedbiegu został popchnięty w półfinale i nie zakwalifikował się do finału.
Na igrzyskach olimpijskich w 1956 w Melbourne zajął 5. miejsce w finale biegu na 1500 metrów, chociaż prowadził jeszcze przy wyjściu na ostatnią prostą. Na igrzyskach Imperium Brytyjskiego i Wspólnoty Brytyjskiej w 1958 w Cardiff ponownie zdobył srebrny medal na 880 jardów (zwyciężył Herb Elliott z Australii). W biegu na 1 milę zajął na tych igrzyskach 8. miejsce.
Zwyciężył na 1500 metrów na mistrzostwach Europy w 1958 w Sztokholmie. Na igrzyskach olimpijskich w 1960 w Rzymie wystąpił w biegu na 800 metrów, ale odpadł w przedbiegach.
Hewson był mistrzem Wielkiej Brytanii (AAA) na 880 jardów w 1953, 1954, 1958 i 1959 oraz na 1 milę w 1955.

## Rekordy życiowe
| Konkurencja         | Data i miejsce              | Wynik  |
| ------------------- | --------------------------- | ------ |
| bieg na 800 metrów  | 13 września 1958, Colombes  | 1:47,0 |
| bieg na 1000 metrów | 30 sierpnia 1958, Londyn    | 2:19,2 |
| bieg na 1500 metrów | 22 sierpnia 1958, Sztokholm | 3:41,1 |
| bieg na milę        | 3 września 1958, Londyn     | 3:58,9 |